# فانلا
فانلا (به لاتین: Fanla) یک منطقهٔ مسکونی در وانواتو است که در امبریم واقع شده‌است. فانلا ۲۵۰ نفر جمعیت دارد.